# Орлиця (річка)
Орлиця — річка в Україні, у Звягельському районі Житомирської області, права притока Уборті (басейн Прип'яті).

## Розташування
Бере початок біля гранітних пагорбів в південно-західній околиці околиці села Великий Яблунець на вододілі з річкою Уж. Тече переважно на південний захід через болото Калинське та через південно-східну околицю Вірівки і впадає в річку Уборть, праву притоку Прип'яті.
На лівому березі річки розташоване село Непізнаничі, через яке проходить північна межа розповсюдження льодовикових відкладів. На південь від Вірівки виступає великий пагорб з відслоненнями граніту, кварцу та гнейсу

## Поезія
Український поет Валентин Грабовський про свою батьківщину писав так: «… У сусідів дощ — дороги розповзлись, ми ж — на підвищенні. Навіть Калинське болото, звідки Орлиця сили набира, — все весело калиною поросло, ніде калини стільки ми не бачили…»